# 康禾镇
康禾镇，是中华人民共和国广东省河源市东源县下辖的一个乡镇级行政单位。

## 行政区划
康禾镇下辖以下地区：
康禾社区、仙坑村、若坝村、曲龙村、星社村、雅陶村、田心村、彰教村、陈坑村、大禾村、南山村和黎顺村。